# Igor Miladinović (scacchista)
Igor Miladinović (Niš, 25 gennaio 1974) è uno scacchista serbo.
Grande maestro, ottenne questo titolo a soli 19 anni, nel 1993, quando vinse a Kozhikode il 32º campionato del mondo juniores. In quell'anno gli fu riconosciuto anche il premio di Atleta dell'anno della Serbia.
Ha partecipato a cinque Olimpiadi degli scacchi: nel 1994 a Mosca, giocando per la Jugoslavia, ha vinto una medaglia di bronzo individuale in 4ª scacchiera; dal 1996 al 2002 ha giocato per la Grecia in quattro olimpiadi.

## Altri risultati
- 2003 : 1º nel Liechtenstein open; 1º nel 45º Festival di Imperia
- 2004 : 1º nel torneo di Capodanno di Reggio Emilia 2003/04; 1º nell'open di Bratto; 1º nell'open di Cannes
- 2005 : 1º nel torneo "Hotel Petra" di Roma; 2º nel torneo di Capodanno 2004/05

Il suo Elo nella lista del 1º gennaio 2009 è di 2.574 punti. Ha raggiunto il massimo Elo nel luglio 2004, con 2.630 punti.
Miladinović è noto per le sue grandi doti combinative e per adottare regolarmente aperture non molto diffuse nei tornei ad alto livello, come la difesa Cigorin e il sistema Trompowsky, con le quali ha ottenuto notevoli successi.

## Partite notevoli
- Igor Miladinović - Alexander Shabalov, Olimpiadi Mosca 1994:  Sistema Trompowski
- Lev Psakhis - Igor Miladinović, Olimpiadi Mosca 1994:  Partita catalana
- Milan Matulović - Igor Miladinović, Camp. Jugoslavia 1994:  Siciliana
- Spyridon Skembris - Igor Miladinović, Camp. Grecia a squadre 1995:  Difesa Chigorin
- Dragan Jacimović - Igor Miladinović, Kavala 1996:  Difesa Chigorin
- Marc Lacrosse - Igor Miladinović, Saint Vincent 1998:  Difesa Chigorin
- Lexy Ortega - Igor Miladinović, Frascati 2005:  Attacco est-indiano